# Herma Meijer
Herma Meijer-Emmens (ur. 16 kwietnia 1969 w Assen) – holenderska panczenistka.

## Kariera
Największy sukces w karierze Herma Meijer osiągnęła 3 grudnia 1988 roku w Groningen, kiedy zajęła trzecie miejsce w biegach na 500 i 1500 m w ramach Pucharu Świata. W pierwszym przypadku wyprzedziły ją dwie reprezentantki NRD: Christa Luding i Angela Hauck, a w drugim lepsze były jej rodaczki Yvonne van Gennip i Marieke Stam. Najlepsze wyniki osiągnęła w sezonie 1988/1989, kiedy była czwarta w klasyfikacji końcowej 500 m. Na mistrzostwach świata jej najlepszym wynikiem było czwarte miejsce wywalczone podczas wielobojowych mistrzostw świata w Calgary. W poszczególnych biegach była tam druga na 500 m, dziewiąta na 3000 m, szósta na 1500 oraz dziewiąta na dystansie 5000 m. Walkę o brązowy medal przegrała ostatecznie z Constanze Moser-Scandolo z NRD. W 1992 roku wzięła udział w igrzyskach olimpijskich w Albertville, zajmując jedenaste miejsce w biegu na 500 m i dwunaste na dwukrotnie dłuższym dystansie. Wielokrotnie zdobywała medale mistrzostw Holandii, w tym złote: w wieloboju w 1990 roku, na 500 m w 1989 roku i na 1500 m rok później. W 1993 roku zakończyła karierę.